# Condroz

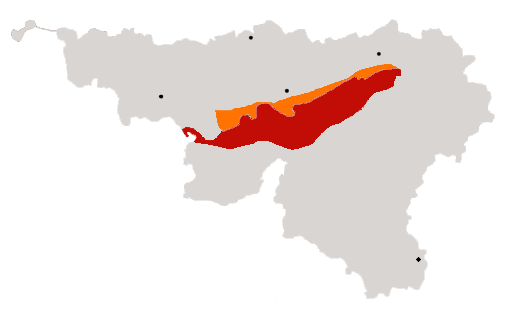
Il Condroz (in rosso) e l'Ardenne condrusienne (in arancio) all'interno della Vallonia nel Belgio meridionale.

Condroz è una regione naturale del Belgio che si estende tra le province di Namur, Liegi e Hainaut. Il centro principale è Ciney. La regione deve il suo nome all'antica popolazione dei Condrusi.

## Geografia
La regione del Condroz o più comunemente Condroz, si suddivide in due parti: il Condroz propriamente detto e le Ardenne condrusienne (Condroz ardennais). 
Il Condroz propriamente detto, che copre tre quarti della regione, è principalmente un territorio agricolo. Le zone boschive sono limitate e disperse. 
Le Ardenne condrusienne sono invece una delle regioni più boscose del Belgio. Questa fascia di boschi si estendono in larghezza per appena 6 km e si trova ad un'altitudine media di 260 metri sul livello del mare.